# Кікі Кірін
Кірін Кікі (яп. 樹木 希林, англ. Kirin Kiki; нар. 15 січня 1943–пом. 15 вересня 2018) — японська акторка, лавреатка та багаторазова номінантка Премії Японської академії, відома ролями у фільмах «Крамничні злодюжки» (2018), «Токійська вежа: Мама та я, та іноді тато» (2008), «Все ще йдемо» (2008) й «Ан» (2015).

## Біографія
Катрін Кікі народилася в районі Канда, Токіо. Її батько був майстром біва. Закінчивши середню школу, вона почала акторську кар'єру на початку 1960-х у театральній трупі Бунгакудза, де використовувала сценічне ім'я Чіхо Юкі (悠木 千帆). Отримала славу, унікально виконуючи комедійні та ексцентричні ролі в телевізійних шоу «Jikan desu yo» і «Terauchi Kantarō ikka», та телерекламі.
У 1964 році одружилася з колегою з Бунгакудзи, актором Шін Кішіду. Пара розлучилася у 1968 році. У 1973 році Кікі пошлюбила співака Юя Учіду, з яким розійшлася через два роки, залишаючись в офіційному шлюбі. Їхня донька, Яяко Учіда, есеїстка та музикантка, одружена з актором Масахіро Мотокі. 
Попри ряд захворювань, серед яких відшарування сітківки та рак молочної залози, Кікі продовжувала акторську діяльність, за яку отримала премії Йокогамського кінофестивалю (2004), Японської академії (2008) та «Блакитну стрічку» (2008). 
15 вересня 2018 року акторка померла від раку та супутніх захворювань.

## Вибрана фільмографія
| Рік  | Оригінальна назва        | Англійська назва       | Українська назва           | Пр.       |
| ---- | ------------------------ | ---------------------- | -------------------------- | --------- |
| 2002 | リターナー               | Returner               | «Прибулець із майбутнього» |           |
| 2008 | 歩いても 歩いても        | Still Walking          | «Все ще йдемо»             |           |
| 2010 | 借りぐらしのアリエッティ | Arrietty               | «Позичайка Аріетті»        | озвучення |
| 2011 | 奇跡                     | I Wish                 | «Диво»                     |           |
| 2011 | わが母の記               | Chronicle of My Mother | «Записи моєї матері»       |           |
| 2013 | そして父になる           | Like Father, Like Son  | «Який батько, такий син»   |           |
| 2015 | 海街diary                | Our Little Sister      | «Наша молодша сестричка»   |           |
| 2015 | あん                     | Sweet Bean             | «Ан»                       |           |
| 2016 | 海よりもまだ深く         | After the Storm        | «Після шторму»             |           |
| 2018 | 万引き家族               | Shoplifters            | «Крамничні злодюжки»       |           |

## Нагороди
| Рік  | Премія                            | Категорія                          | Фільм                                      | Результат | Пр. |
| ---- | --------------------------------- | ---------------------------------- | ------------------------------------------ | --------- | --- |
| 2015 | Азійсько-Тихоокеанська кінопремія | Найкраща жіноча роль               | «Ан»                                       | Перемога  |     |
| 2009 | Азійська кінопремія               | Найкраща жіноча роль другого плану | «Все ще йдемо»                             | Номінація |     |
| 2008 | Азійська кінопремія               | Найкраща жіноча роль               | «Токійська вежа: Мама та я, та іноді тато» | Номінація |     |
| 1986 | Премія Японської академії         | Найкраща жіноча роль другого плану | «Щоденник Юметійо»                         | Номінація |     |
| 1989 | Премія Японської академії         | Найкраща жіноча роль другого плану | «Tsuru», «Kyôshû»                          | Номінація |     |
| 1992 | Премія Японської академії         | Найкраща жіноча роль другого плану | «Dai yûkai», «Sensou to seishun»           | Номінація |     |
| 1994 | Премія Японської академії         | Найкраща жіноча роль другого плану | «Yume no onna»                             | Номінація |     |
| 2003 | Премія Японської академії         | Найкраща жіноча роль другого плану | «Прибулець із майбутнього»                 | Номінація |     |
| 2004 | Премія Японської академії         | Найкраща жіноча роль другого плану | «Half a Confession»                        | Номінація |     |
| 2008 | Премія Японської академії         | Найкраща жіноча роль               | «Токійська вежа: Мама та я, та іноді тато» | Перемога  |     |
| 2009 | Премія Японської академії         | Найкраща жіноча роль другого плану | «Все ще йдемо»                             | Номінація |     |
| 2011 | Премія Японської академії         | Найкраща жіноча роль другого плану | «Негідник»                                 | Перемога  |     |
| 2013 | Премія Японської академії         | Найкраща жіноча роль               | «Записи моєї матері»                       | Перемога  |     |
| 2016 | Премія Японської академії         | Найкраща жіноча роль               | «Ан»                                       | Номінація |     |
| 2019 | Премія Японської академії         | Найкраща жіноча роль другого плану | «Кожен день — чудовий день»                | Номінація |     |
| 2019 | Премія Японської академії         | Найкраща жіноча роль другого плану | «Крамничні злодюжки»                       | Перемога  |     |
| 2009 | Блакитна стрічка                  | Найкраща жіноча роль другого плану | «Все ще йдемо»                             | Перемога  |     |